# Canton de Cadours
Le canton de Cadours est une ancienne division administrative française, située dans le département de la Haute-Garonne et la région Midi-Pyrénées.

## Composition
Il regroupait 16 communes et comptait 5 186 habitants (population municipale) au 1er janvier 2010.
| Nom                     | Code Insee | Intercommunalité      | Superficie (km2) | Population (dernière pop. légale) | Densité (hab./km2) |
| ----------------------- | ---------- | --------------------- | ---------------- | --------------------------------- | ------------------ |
| Cadours                 | 31098      | CC des Hauts Tolosans | 10,58            | 1 088 (2014)                      | 103                |
| Le Castéra              | 31120      | CC des Hauts Tolosans | 16,71            | 806 (2014)                        | 48                 |
| Pelleport               | 31413      | CC des Hauts Tolosans | 10,38            | 535 (2014)                        | 52                 |
| Brignemont              | 31090      | CC des Hauts Tolosans | 21,96            | 392 (2014)                        | 18                 |
| Cox                     | 31156      | CC des Hauts Tolosans | 4,07             | 342 (2014)                        | 84                 |
| Le Grès                 | 31234      | CC des Hauts Tolosans | 8,13             | 418 (2014)                        | 51                 |
| Caubiac                 | 31126      | CC des Hauts Tolosans | 7,99             | 362 (2014)                        | 45                 |
| Bellegarde-Sainte-Marie | 31061      | CC des Hauts Tolosans | 11,66            | 204 (2014)                        | 17                 |
| Drudas                  | 31164      | CC des Hauts Tolosans | 11,17            | 208 (2014)                        | 19                 |
| Garac                   | 31209      | CC des Hauts Tolosans | 6,05             | 166 (2014)                        | 27                 |
| Lagraulet-Saint-Nicolas | 31265      | CC des Hauts Tolosans | 16,11            | 260 (2014)                        | 16                 |
| Cabanac-Séguenville     | 31096      | CC des Hauts Tolosans | 10,18            | 162 (2014)                        | 16                 |
| Laréole                 | 31275      | CC des Hauts Tolosans | 8,88             | 168 (2014)                        | 19                 |
| Vignaux                 | 31577      | CC des Hauts Tolosans | 4,04             | 123 (2014)                        | 30                 |
| Puysségur               | 31444      | CC des Hauts Tolosans | 5,44             | 140 (2014)                        | 26                 |
| Bellesserre             | 31062      | CC des Hauts Tolosans | 3,39             | 108 (2014)                        | 32                 |

## Démographie
| 1962  | 1968  | 1975  | 1982  | 1990  | 1999  | 2006  | 2011  | 2012  |
| ----- | ----- | ----- | ----- | ----- | ----- | ----- | ----- | ----- |
| 3 469 | 3 223 | 3 165 | 3 195 | 3 400 | 3 757 | 4 661 | 5 303 | 5 398 |

## Représentation

### Conseillers généraux de 1833 à 2015
| Période | Période          | Identité                                      | Étiquette          | Qualité |
| ------- | ---------------- | --------------------------------------------- | ------------------ | --- |
| 1833    | 1846 (démission) | Laurent Cazaux (1760-1848)                    |                    | Propriétaire du château et maire de Vignaux |
| 1846    | 1883             | Guillaume Cazaux aîné (1808-1883)             | Droite monarchiste | Propriétaire à Vignaux Adjoint au Maire de Toulouse |
| 1883    | 1892             | Raymond Sans                                  | Droite             | Propriétaire à Puysségur |
| 1892    | 1897 (démission) | Bernard Daubas                                | Bonapartiste       | Docteur-médecin, maire de Cadours |
| 1897    | 1928             | Jean Cruppi                                   | Rad.               | Avocat Député (1898-1919) - Sénateur (1920-1924) Ministre (1908 à 1912) |
| 1928    | 1934             | Bernard Ufferte                               | Rad.ind.           | Médecin Maire de Cadours (1899-1931), conseiller d'arrondissement |
| 1934    | 1940             | André David                                   | SFIO               | Médecin Député (1936-1941) |
|         |                  |                                               |                    | |
| 1945    | 1967             | Jean Delile (1879-1971)                       | SFIO               | Agriculteur à Pelleport |
| 1967    | 1992             | Marcel Delile (1908-1997) (fils du précédent) | SFIO puis PS       | Agriculteur, directeur de laiterie Maire de Pelleport |
| 1992    | 2015             | Alain Julian                                  | PS                 | Ingénieur à Aérospatiale Maire du Grès puis de Cadours (1976-2014) Président de la Communauté de Communes de Cadours Vice-Président du Conseil Général Élu en 2015 dans le Canton de Léguevin |

### Conseillers d'arrondissement (de 1833 à 1940)
| Période                                  | Période      | Identité                          | Étiquette   | Qualité |
| ---------------------------------------- | ------------ | --------------------------------- | ----------- | --- |
| 1833                                     | 1838 (décès) | François Clément Dast (1758-1838) |             | Avocat, notaire, maire de Brignemont                                                                        |
| 1839                                     | 1848         | M. Dardenne                       |             | Maire de Cadours                                                                                            |
|                                          |              |                                   |             | |
| 1877                                     | 1901         | Justin Vignaux                    | Libéral     | Maire de Garac                                                                                              |
| 1901                                     | 1928         | Bernard Ufferte                   | Radical     | Vétérinaire, maire de Cadours                                                                               |
| 1928                                     | 1931         | Hilaire Dulong                    | Radical     | Adjoint puis maire de Cadours                                                                               |
| 1931                                     | 1940         | Philippe Coutian                  | RG Rad.ind. | Agriculteur à Cadours                                                                                       |
| 1940                                     |              |                                   |             | Les conseils d'arrondissement ont été suspendus par la loi du 12 octobre 1940 et n'ont jamais été réactivés |
| Les données manquantes sont à compléter. |              |                                   |             | |